# Suikereekhoorn
De suikereekhoorn (Petaurus breviceps) is een buideleekhoorn uit het geslacht van de suikereekhoorns (Petaurus) die voorkomt in oostelijk Australië. Het is een nachtactieve soort die net als andere suikereekhoorns in staat is tot zweefvluchten. De suikereekhoorn verschilt van andere soorten in de geringere grootte en de grijze of gelige kleur van de onderkant van het lichaam. Ondanks een oppervlakkig bezien soortgelijke lichaamsbouw zijn ze als buideldieren niet verwant aan de eekhoorns onder de knaagdieren.

## Taxonomie
De taxonomie van de soort is in de loop van de tijd veranderd. Vroeger dacht men dat het een groot verspreidingsgebied had in Australië en Nieuw-Guinea, de enige buideleekhoorn met deze verspreiding, en dat het in zeven ondersoorten was verdeeld; drie in Australië, vier in Nieuw-Guinea. Deze zeven ondersoorten werden onderscheiden door kleine morfologische verschillen zoals kleur en lichaamsgrootte. Analyse van mitochondriaal DNA gaf echter aan dat deze morfologische ondersoorten genetisch niet duidelijk te onderscheiden waren.
In 2020 bleek uit een baanbrekend onderzoek dat P. breviceps eigenlijk uit drie cryptische soorten bestond: Petaurus notatus, die in het grootste deel van Oost-Australië voorkomt en op Tasmanië is geïntroduceerd, Petaurus ariel die inheems is in de savannes van Noord-Australië, en Petaurus breviceps (sensu stricto), beperkt tot een klein deel van het kustbos van New South Wales en het zuiden van Queensland. Dit geeft aan dat in tegenstelling tot het eerdere grote verspreidingsgebied dat aan de soort werd toegekend (wat in feite bestond uit P. notatus en in mindere mate P. ariel), P. breviceps een soort is met een zeer beperkt verspreidingsgebied en dus gevoelig is voor schadelijke gebeurtenissen zoals de Natuurbranden in Australië 2019-2020, die grote delen van het leefgebied van de soort aanzienlijk hebben aangetast.
Populaties van suikereekhoorns in Nieuw-Guinea, die voorheen tot deze soort werden gerekend, vertegenwoordigen waarschijnlijk een apart soortcomplex, maar zijn voorlopig ingedeeld in Petaurus notatus totdat ze verder kunnen worden bestudeerd.

## Beschrijving
Suikereekhoorns hebben een kop-romplengte van 16 tot 21 cm, terwijl de staart ongeveer even lang is. Mannetjes worden tot 130 g zwaar, vrouwtjes tot 90 g.
De onderkant van het lichaam is lichtgrijs of iets donkerder en vaak een beetje geelachtig; de bovenkant is grijs of bruin. Van de snuit over de rug tot aan de basis van de staart loopt een bruinzwarte band. De binnenkant van de oren en de neus is roze, de ogen diepzwart. Zoals bij alle klimbuideldieren zijn de tweede en derde teen van de achtervoeten met elkaar vergroeid. De eerste teen kan tegenover de andere geplaatst worden. De voorpoten hebben vijf vingers, waarvan de vierde verlengd is en een zeer scherpe klauw draagt, waarmee bijvoorbeeld insecten uit bomen kunnen worden gehaald, net als bij het vingerdier.
Het dunne, behaarde vliegmembraan zit tussen de knokkels en het handgewricht vast en heeft als het dier zweeft een rechthoekige vorm. Als het dier op een tak zit, wordt de sjabloon samengevouwen, zodat het dier er dik uitziet. De lange, borstelige staart is aan de punt lichtgrijs en met zo'n 4 cm lange haren bedekt. De staart kan niet als echte grijpstaart worden gebruikt, maar wel als hulpmiddel bij het inzamelen van bladeren en bij het vasthouden van takken.
Beide geslachten hebben een geurklier bij de anus; mannetjes hebben er nog twee op hun borst en voorhoofd, terwijl vrouwtjes nog een klier in de buidel hebben, die alleen actief is als er jongen zijn, en dan een bruinachtige vloeistof afgeeft. De buidel bevindt zich op de buikzijde en bevat vier tepels.
Zoals de meeste nachtdieren heeft ook de suikereekhoorn een goed gehoor en een goede reukzin, waarmee hij de leden van zijn groep kan herkennen. Daarnaast heeft hij goede ogen, waarmee hij een relatieve grote hoek kan bekijken. Daarnaast heeft hij 10 tot 15 tastharen. Voor de communicatie tussen groepsleden worden verschillende krijsende geluiden gebruikt. De alarmroep is een schril geblaf ("wok-wok-wok"), de angstroep een hoog gekrijs.

## Levenswijze
Suikereekhoorns zijn nachtactieve boombewoners, die in groepen tot twaalf dieren leven. Die groepen omvatten meestal zo'n zes volwassen dieren met hun jongen. De groep splitst zich 's zomers vaak op. Binnen de groep wordt de rangorde niet door gevechten, maar door de geur van de geurklieren bepaald. Leden van de groep wrijven vaak met hun poten elkaars kop of borst in met de stof uit hun geurklieren. Het dominante mannetje doet dit het meeste, zodat alle leden zijn geur dragen, waarmee de leden van een groep herkend kunnen worden. Als de dominante mannetjes van verschillende groepen elkaar ontmoeten, ontstaan er heftige gevechten, die door gesnuif begeleid worden. De groepen hebben territoria, die ongeveer een halve hectare groot zijn.

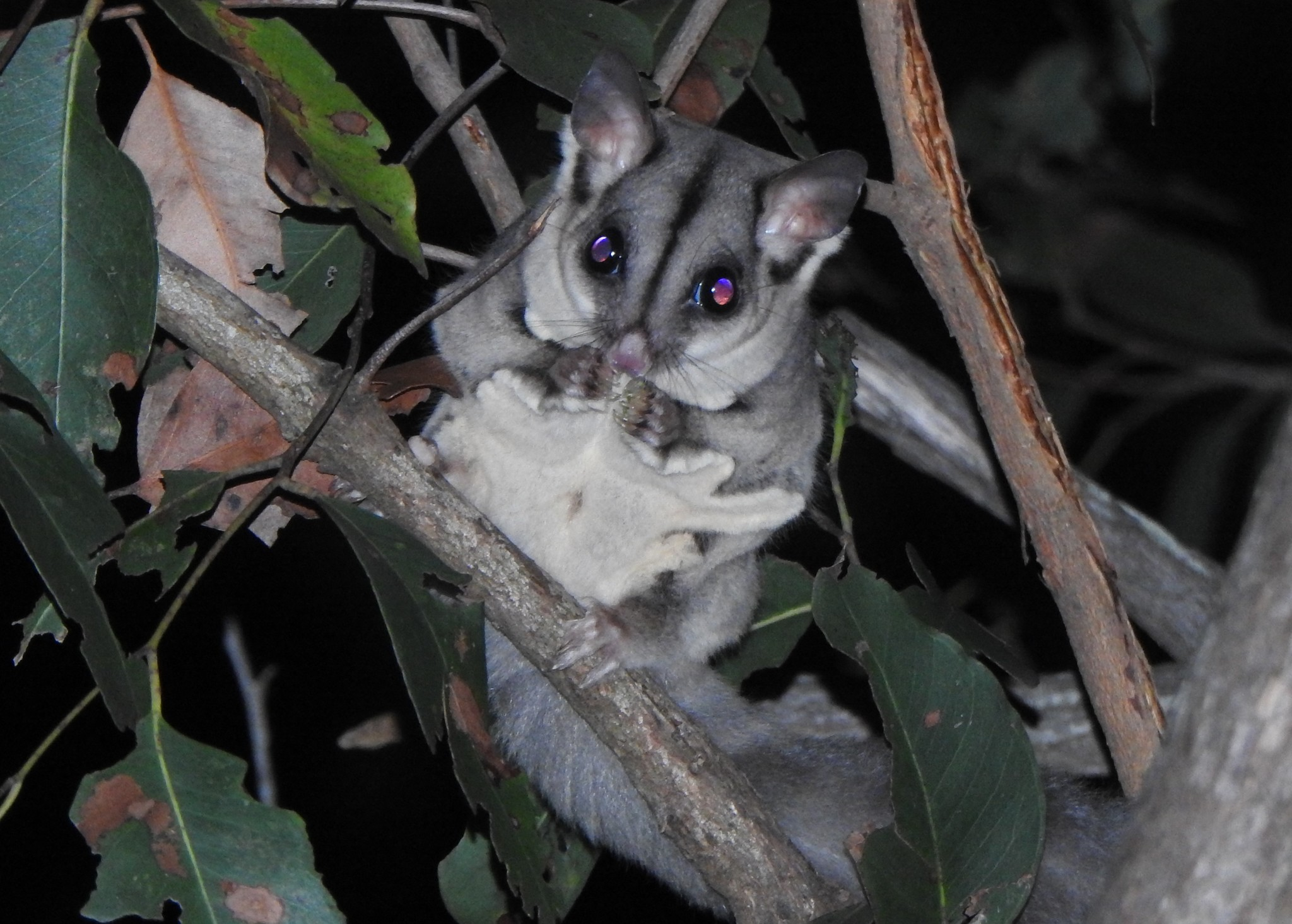

De levensverwachting van de dieren bedraagt in gevangenschap ongeveer 12 jaar; in het wild leven ze echter maar vier tot vijf, hoogstens zes jaar. Het bijzonderste kenmerk van alle suikereekhoorns is hun vermogen om te zweven. Suikereekhoorns kunnen tot 60 m ver zweven, naargelang de hoogte waarvan ze springen. Ze sturen met hun staart. Ze slapen overdag als groep in hun bladernest, dat in een boomtak zit. De nesten ruiken vies, omdat ze de bladeren met urine bevochtigen, zodat ze samenkleven. De voor de nestbouw benodigde bladeren worden ondersteboven hangend verzameld. Dankzij zijn vliegmembraan kan de suikereekhoorn bij gevaar snel vluchten en snel wisselen tussen de bomen waarmee ze zich kunnen voeden.

### Voortplanting
De paring vindt in de tropische delen van Australië het hele jaar plaats, terwijl de paartijd in Zuidoost-Australië tussen juni en november (voornamelijk in augustus) valt. Een wijfje paart vaak met meerdere mannetjes, die de borst van hun vrouwtjes met hun borstklieren inwrijven, terwijl die hun bereidheid laten zien door hun kop tegen de borst van het mannetje te wrijven. Voor de paring is de buidel van het vrouwtje klein en dun, maar na de paring wordt de wand dikker en de bloedvaten en geurklieren vergroten zich.
Na de geboorte, die op een draagtijd van 16 dagen volgt, verkleint de buidel weer. Het aantal jongen varieert van een tot drie (meestal twee). Bij de geboorte zijn de jongen slechts 190 milligram zwaar, blind en hulpeloos. Ze klimmen in de buidel van hun moeder en blijven daar ongeveer 70 dagen. Tijdens de laatste tien dagen hangen de achterbenen van de jongen al uit de buidel. De jongen blijven nog 30 tot 50 dagen in het nest. In die periode gaan hun ogen open. Daarna kunnen ze zelfstandig voedsel zoeken, maar ze komen vaak nog enkele jaren bij het nest terug. Met acht tot vijftien maanden zijn ze geslachtsrijp.
Hun natuurlijke vijanden zijn uilen als de valkuilen (Ninox) en de laatste tijd ook verwilderde huiskatten.

### Voedsel
Suikereekhoorns voeden zich voornamelijk met boomsappen, vooral van eucalyptusbomen en acacia's, die veel koolhydraten bevatten. Om aan het sap te komen bijten ze de schors van bomen af en likken het zoete sap dat er uitstroomt. Omdat eucalyptusbomen voor veel dieren een voedingsbron zijn, zodat er veel concurrentie is, worden de bomen fel verdedigd. Verder eten de dieren nectar, stuifmeel, insecten en larven, waarvan ze de eiwitten vooral in de voortplantingstijd nodig hebben. Als er dan niet genoeg van dit voedsel ter beschikking is, wordt de paartijd vaak uitgesteld.

## Verspreiding
De suikereekhoorn komt voor in het zuidoosten van Australië ten oosten van de Great Dividing Range, in de kustbossen van New South Wales en zuidelijk Queensland.
Voorheen werd gedacht dat de soort wijdverspreid voorkwam in Australië en op Nieuw-Guinea maar een studie uit 2020 toonde aan dat er nog twee soorten op Australië voorkomen. Petaurus ariel komt voor op de savannes van noordelijk Australië, terwijl Petaurus notatus wijdverspreid in oostelijk Australië ten westen van de Great Dividing Range voorkomt. De populaties op Nieuw-Guinea vertegenwoordigen waarschijnlijk meerdere aparte soorten, maar worden tot meer onderzoek gedaan wordt ingedeeld bij Petaurus notatus.

## Mens en suikereekhoorn
De Australische Aboriginals eten soms suikereekhoornvlees en gebruiken zijn vacht. De dieren worden gevangen door ze uit de nesten te halen waar ze slapen. Een andere methode is het insmeren van boomstammen met honing. De naam "suikereekhoorn" is ook ontstaan door hun liefde voor zoetigheid, net als het Engelse "sugar glider".
In Midden-Nieuw-Guinea geloven veel Papoea-volken dat tovenaars zich in suikereekhoorns veranderen om naar potentiële offers uit te kijken.
Het rooien van de lichte wouden waar de suikereekhoorn leeft is slecht voor de populatie, maar over het algemeen is de suikereekhoorn niet bedreigd. De suikereekhoorn wordt bij liefhebbers van exotische kleine dieren steeds geliefder en wordt al in enkele huizen in Europa gehouden. Volgens critici kan het nooit mogelijk zijn om een sociaal dier dat 's nachts actief is en veel plaats nodig heeft verantwoord te houden. De scherpe klauwen en de sterke geur zijn andere argumenten tegen het houden van het dier.
De suikereekhoorn heeft de volgende lokale namen:
- Dononi (Daribi, Chimbu Province)
- Mangasisoi (Numfor)
- Mayfagam (Mianmin, Sandaun Province)
- Panuk Naway (Dani, Ilaga-gebied, Irian Jaya)
- Sege-sege (Vokeo)
- Silek (Telefol, Sandaun Province)
- Sirsik (Kai Besar)
- Sugar glider (Engels)
- Tikus Kelapa of Tupai (Molukken)
- Unundawe (Dani, Kwiyawagi-gebied, Irian Jaya)
- Webrim (Olo, Sandaun Province)
- Wuyih (Salawati)
- Lambalk (West Arnhem Land, Australië)

## Overig
Er zijn fossiele suikereekhoorns bekend sinds het Pleistoceen. De oudste vondsten (ongeveer 15 000 v.Chr.) stammen uit een grot bij Buchan (Victoria).
Er zijn relatief weinig parasieten bekend van de suikereekhoorn. De mijten Androlaelaps calypso en Mesolaelaps antipodianus worden vaak in de vacht van de suikereekhoorn gevonden.
De soortaanduiding breviceps betekent "korte kop".